# Procalcitonin
Procalcitonin (PCT) ist eine Vorstufe des Hormons Calcitonin und wird in den C-Zellen der Schilddrüse gebildet. Unter bestimmten Umständen, wie beispielsweise Infektionen oder Operationen, produzieren auch andere Zellen wie Leber- oder Fettzellen dieses Prohormon. 2005 ließ die Food and Drug Administration PCT in Verbindung mit der Bestimmung weiterer Laborwerte zur Risikoabschätzung kritisch an einer Sepsis erkrankter Patienten zu. In Verbindung deshalb, da jede Infektionskrankheit viel zu komplex abläuft, um sie auf einen einzelnen Surrogatmarker zu reduzieren.

## Klinische Anwendung von PCT

### Allgemeines zum Einsatz des PCT
PCT soll als Marker zu Diagnostik und Überwachung insbesondere schwerer bakterieller Infektionen etabliert werden. Bei der Interpretation der PCT-Werte ist jedoch grundsätzlich zu beachten, dass auch nicht-infektiöse Ursachen zu einer Erhöhung von PCT im Blut führen können und dass niedrige Werte eine Infektion beziehungsweise Sepsis nicht ausschließen.
Ein Anstieg der PCT-Konzentration über bestimmte Entscheidungsgrenzen hinaus, weist auf eine erhöhte entzündliche Aktivität hin. Die PCT-Konzentration im Blut steigt vermutlich bei lokal begrenzten bakteriellen Infektionen, Virusinfektionen, nicht infektiösen entzündliche Erkrankungen wie z. B. Autoimmunprozessen oder nach Traumata sowie Operationen in geringerem Maße an als bei schweren bakteriellen Infektionen und Sepsis. Dennoch überlappen sich die Wertebereiche der PCT-Konzentration bei den einzelnen Entzündungszuständen so deutlich, dass es mitunter Probleme bereiten kann Entscheidungsgrenzen zu finden, auf deren Basis es gelingt, diagnostischen Nutzen aus der Bestimmung von PCT zu ziehen.
Größere Studien zur Etablierung solcher Entscheidungsgrenzen für den Einsatz von PCT wurden bisher für die Diagnostik von Krankheitsbildern wie Sepsis und Infektionen der tiefen Atemwege durchgeführt.
Eine Abnahme der PCT-Konzentration bei bakteriellen Infekten, z. B. unter antibiotischer Therapie, wird mit einer Verringerung der entzündlichen Aktivität und Therapie-Ansprechen, eine anhaltend hohe oder gar weiter ansteigende Konzentration mit einem -Nichtansprechen in Verbindung gebracht.
Der klinische Nutzen des Einsatzes von PCT für die Diagnostik und das Therapiemonitoring entzündlicher Erkrankungen bleibt jedoch Gegenstand aktueller Diskussionen. Ein Nachteil der PCT-Bestimmung sind die hohen Kosten im Vergleich zu den klassischen Entzündungsparametern.

### PCT in der Sepsis-Diagnostik
Bei kritisch erkrankten Patienten mit Symptomen einer akuten systemischen Entzündung ist es häufig schwer zu entscheiden, ob eine Sepsis oder eine andere, nicht infektiös bedingte Erkrankung (Systemisches inflammatorischen Response-Syndrom, SIRS) vorliegt.
PCT-Spiegel oberhalb von 10 ng/ml deuten mit hoher Wahrscheinlichkeit auf eine Sepsis hin, PCT-Spiegel unter 10 ng/ml schließen eine Sepsis aber nicht aus. Wie zuverlässig Procalcitonin eine Abgrenzung von Sepsis einerseits und nichtinfektiösen systemisch-inflammatorischen Zuständen andererseits erlaubt, ist noch nicht ausreichend etabliert.

### PCT bei Atemwegsinfektionen
Bei lokal begrenzten bakteriellen Atemwegsinfektionen sind die PCT-Spiegel deutlich niedriger als bei septisch verlaufenden Infektionen. So werden bei bakterieller Bronchitis oder bei Pneumonien häufig PCT-Spiegel um 0,25 – 0,5 ng/ml gefunden. Derart niedrige Messwerte werden nur mit einer sensitiven PCT-Bestimmungsmethode fassbar. In einer Interventionsstudie dienten die PCT-sensitiven-Spiegel zur Entscheidung, ob eine antibiotische Therapie bei Patienten mit Infektionen der unteren Atemwege indiziert war oder nicht. Die Untersuchungsergebnisse sind nicht eindeutig positiv: in einigen der Fälle konnten Antibiotika eingespart werden, ohne dass sich negative Auswirkungen auf den Krankheitsverlauf zeigten, andererseits wurden auch schwache Ergebnisse beschrieben. Weiterhin zeigte sich, dass auch die Dauer einer Antibiotikagabe verkürzt werden konnte.

### PCT-Erhöhung anderer Ursache
Vom Vorliegen einer Infektionserkrankung unabhängig kann das PCT in seltenen Fällen aufgrund anderer Ursachen erhöht sein. Nach Operation, Sepsis oder Trauma kann eine PCT-Erhöhung vorliegen. Ebenso im Rahmen eines kardiogenen Schocks oder einer schweren Pankreatitis. Ebenso kann das PCT bei medullären Schilddrüsenkarzinomen oder Lungenkarzinomen unabhängig vom Vorliegen einer Infektion erhöht sein.

### Monitoring
PCT wird auch geprüft bezüglich seines Nutzens bei der Überwachung des Infektionsverlaufes und des Monitorings therapeutischer Maßnahmen.
Die PCT-Werte können noch bis zu 24 Stunden nach Beginn einer erfolgreichen Therapie weiter ansteigen. PCT hat eine In-vivo-Halbwertszeit von 24 Stunden.

## PCT-Protein und Messmethoden
Unter normalen Stoffwechselbedingungen wird das hormonell aktive Calcitonin in den C-Zellen der Schilddrüse durch spezifische intrazelluläre proteolytische Spaltung aus dem Prohormon PCT synthetisiert und sezerniert. Bei bakteriellen Infektionen und Sepsis wird jedoch intaktes PCT im Blut gefunden. Als Syntheseort bei bakterieller Infektion gelten alle Organe.
Die PCT-Konzentration steigt bei gesunden Probanden 2–3 Stunden nach Induktion durch intravenöse Gabe von Lipopolysacchariden an und erreicht nach 24 Stunden ihren Höchstwert.
In vivo ist PCT sehr stabil und hat eine Halbwertzeit von etwa 24 Stunden. Auch in vitro ist PCT sehr stabil, so dass keine speziellen Anforderungen hinsichtlich der Präanalytik oder der Probenaufbewahrung zu beachten sind.
Zur in vitro Bestimmung von PCT existieren mehrere Immunassays. Mit allen Methoden kann PCT in Serum und Plasma bestimmt werden. Die Zeit bis zum Ergebnis beträgt je nach Methode 19 bis 90 Minuten.

## PCT im Vergleich zum CRP
Im Vergleich zum C-reaktiven Protein, einem häufig verwendeten Biomarker, ermöglicht eine PCT-Bestimmung eine bessere Unterscheidung von viralen vs. bakteriellen Infekten.
Dennoch scheinen weder CRP noch PCT für die Klinik eindeutig zuverlässige Marker zur Unterscheidung von infektiösen- bzw. nicht-infektiösen Erkrankungen zu sein, da sich opportunistische Keime (Bakterien, Pilze) jederzeit im immunsupprimierten Patienten verstärkt bilden können.